# Mistrzostwa Świata w Saneczkarstwie 1989
Mistrzostwa Świata w Saneczkarstwie 1989 – 24. edycja mistrzostw świata w saneczkarstwie, rozegrana w 1989 roku w zachodnioniemieckim Winterbergu. Rozegrane zostały cztery konkurencje: jedynki kobiet, jedynki mężczyzn, dwójki mężczyzn oraz zawody drużynowe. Konkurs drużynowy rozegrano po raz pierwszy – w ramach tych zawodów rozegrano dwa ślizgi w jedynkach kobiet i mężczyzn oraz jeden ślizg w dwójkach mężczyzn. W tabeli medalowej najlepsza była Niemiecka Republika Demokratyczna.

## Wyniki

### Jedynki kobiet
| Medal  | Zawodniczka          | Państwo | Czas     | Strata |
| ------ | -------------------- | ------- | -------- | ------ |
| złoto  | Susi Erdmann         | NRD     | 1:22,371 |        |
| srebro | Gerda Weissensteiner | Włochy  | 1:22,377 |        |
| brąz   | Ute Oberhoffner      | NRD     | 1:22,562 |        |

### Jedynki mężczyzn
| Medal  | Zawodnik          | Państwo | Czas     | Strata |
| ------ | ----------------- | ------- | -------- | ------ |
| złoto  | Georg Hackl       | RFN     | 1:42,464 |        |
| srebro | Jens Müller       | NRD     | 1:42,625 |        |
| brąz   | Johannes Schettel | RFN     | 1:42,910 |        |

### Dwójki mężczyzn
| Medal  | Zawodnicy                     | Państwo | Czas | Strata |
| ------ | ----------------------------- | ------- | ---- | ------ |
| złoto  | Stefan Krausse/Jan Behrendt   | NRD     |      |        |
| srebro | Hansjörg Raffl/Norbert Huber  | Włochy  |      |        |
| brąz   | Jörg Hoffmann/Jochen Pietzsch | NRD     |      |        |

### Drużynowe
| Medal  | Zawodnicy                                                                                               | Państwo | Czas     | Strata |
| ------ | --- | ------- | -------- | ------ |
| złoto  | Hansjörg Raffl/Gerhard Plankensteiner/Gerda Weissensteiner/Veronika Oberhuber/Norbert Huber             | Włochy  | 1:22,452 |        |
| srebro | Jens Müller/René Friedl/Susi Erdmann/Ute Oberhoffner/Stefan Krausse/Jan Behrendt                        | NRD     | 1:22,561 |        |
| brąz   | Siergiej Danilin/Jurij Charczenko/Julija Antipowa/Irina Kusakina/Jewgienij Biełousow/Aleksandr Bielakow | ZSRR    | 1:22,623 |        |

## Klasyfikacja medalowa
| Miejsce | Państwo | złoto | srebro | brąz | Razem |
| ------- | ------- | ----- | ------ | ---- | ----- |
| 1.      | NRD     | 2     | 2      | 2    | 6     |
| 2.      | Włochy  | 1     | 2      | 0    | 3     |
| 3.      | RFN     | 1     | 0      | 1    | 2     |
| 4.      | ZSRR    | 0     | 0      | 1    | 1     |